# Hans Günter Winkler
Hans Günter Winkler, född 24 juli 1926 i Barmen (i nuvarande Wuppertal) i Nordrhein-Westfalen, död 9 juli 2018 i Warendorf i Nordrhein-Westfalen, var en tysk och därefter västtysk ryttare.
Han tog OS-guld i lagtävlingen i hoppning i samband med de olympiska ridsporttävlingarna 1972 i München.